# Власова, Юлия Ивановна
Юлия Ивановна Власова (род. 1 мая 1967, Новоуральск, СССР) — советская и российская шорт-трекистка, бронзовый призёр зимних Олимпийских игр 1992 в женской эстафете на 3000 метров, серебряный призёр чемпионата мира, 2-кратная чемпион и 3-кратная призёр Кубка Европы, неоднократная чемпион и призёр чемпионата России. Заслуженный мастер спорта России.

## Биография
Юлия родилась в Новоуральске, и когда начинала заниматься конькобежным спортом у заслуженного тренера России Алексея Васильевича Ельнякова, в городе не было школы шорт-трека. Поэтому тренировалась на стадионе «Юность» в Екатеринбурге. После удачного выступления на чемпионате СССР пришла в сборную СССР. Перед Олимпиадой 1992 года, когда отрабатывали эстафету, тренировалась в Санкт-Петербурге у Юрия Павловского.
В январе 1992 года на Кубке Европы в Бельгии Юлия стала бронзовым призёром в многоборье, выиграла трёхкилометровую дистанцию, заняла 3-е место в беге на 500 метров и 2-е место в эстафете. В феврале она участвовала за сборную СНГ на зимних Олимпийских играх в Альбервиле и завоевала бронзовую медаль в эстафете, а также бежала на 500 метров, упала в полуфинале и в итоге заняла 7-е место.
В апреле она участвовала на чемпионате мира в Денвере и в квалификационном забеге на 1000 метров установила мировой рекорд со временем 1.38.92 сек, что на a 0,01 сек лучше прежнего достижения Ким Рян Хи из Южной Кореи. В общем зачёте она заняла 10-е место. В 1993 году на Кубке Европы Власова выиграла золото в составе эстафетной команды. На чемпионате мира в Пекине финишировала в сумме на 14-м месте и на 6-м в эстафете.
На Кубке Европы в 1995 году Юлия в составе команды выиграла серебряную медаль в эстафете. Через месяц на чемпионате России по многоборью в Уфе завоевала серебряную медаль. На чемпионате мира в Йевике заняла 6-е место в женской эстафете. После того сезона она завершила карьеру спортсменки.

## Личная жизнь
Юлия Ивановна после завершения карьеры перешла на тренерскую работу, пять лет помогала своему наставнику Алексею Ельнякову. В какой-то момент ушла и устроилась в торговую компанию. В настоящее время живет в Новоуральске, работает менеджером в торговой компании, воспитывает сына, который играет в МХЛ за «Авто» (Екатеринбург).